# Pišťucha pika
Pišťucha pika (Ochotona princeps) je malý zajícovec spadající do čeledi pišťuchovitých. Vzhledem se nijak zvlášť od ostatních zástupců své čeledi neliší, avšak disponuje značně hřejivou srstí adaptovanou pro život v horských podmínkách. Je známá díky svému podzimnímu rituálu, při kterém sbírá a před vstupem do své nory suší nadzemní části travin a bylin, které budou v zimním období sloužit jako potrava v případě, že krajinu zasype sněhová pokrývka. Jedinci tráví mnoho hodin překusováním stonků, odnášením svazků stvolů ke svému doupěti a ukládáním potravy na hromadu. Piky záměrně vybírají rostliny, které se rozkládají nejpomaleji. Z toho důvodu někdy vybírají i rostliny obsahující pro pišťuchy smrtelný jed, který proces degradace pletiv rostliny zpomaluje.

## Popis
Stavbou těla připomíná stejně jako ostatní zástupci čeledi pišťuchovitých spíše hlodavce než zajícovce. Výrazným rozlišovacím znakem jsou krátké, kulaté a dozadu směrované uši. Hlava piky je zakulacená a čumák zkrácený. Celé tělo je zakulacené a hlava navazuje na tělo s absencí výraznějšího přechodu v oblasti krku. Má krátké nohy s menší velikostní diferenciací, jako je tomu u zajíců a králíků. Srst je převážně hnědá, na hřbetě přechází v tmavší odstíny až v černou a na břišní straně naopak ve světlejší odstíny až béžovou nebo místy bílou.

## Rozšíření
Pika obývá oblast jihozápadní kanady a západu USA. Geograficky se jedná o oblasti Skalnatých hor, Kaskádového pohoří, Pobřežních hor a jihozápadní části velkých plání. Žije ve vysoké nadmořské výšce v kamenitých osypech a hromadách rozpadlých skal obklopených loukami.

## Způsob života
Piky žijí na svém suťovišti samotářsky a své teritorium si vyznačují pronikavým vysoce položeným hvízdáním. Teritoria měří okolo 600 m² a podle pohlaví se střídají, takže samčí teritoria leží vedle samičích teritorií. Piky staví svá hnízda v noře, ve skalní štěrbině nebo mezi kameny.